# Церковная история (Евсевий)
Церко́вная исто́рия (др.-греч. Ἐκκλησιαστική Ἱστορία; лат. Historia ecclesiastica) Евсевия Кесарийского — самое раннее из дошедших до нас сочинений, описывающих историю христианской Церкви в хронологическом порядке. Значение этого труда, как вследствие содержащихся в нём сведений, так и благодаря последователям, в числе которых были Сократ Схоластик, Созомен, Феодорит Кирский, Иоанн Эфесский и многие другие, позволило Фердинанду Бауру назвать Евсевия «отцом церковной истории в том смысле, в каком Геродот был отцом светской истории».
В научной литературе, в сносках используется сокращение для этой книги — Euseb. Hist. eccl. (Eusebius Historia ecclesiastica)
Опираясь на догмат о промысле Божием, Евсевий предпринял попытку создания универсальной хронологии истории различных народов, в центре которой — воплощение Христа. Мировая история в «Церковной истории» делится на период до Воплощения, «преуготовление Евангелия», и историю его последствий. Тем самым Евсевий заложил основы той хронологии истории, в которой события датируются либо по нисходящей («до рождества Христова»), либо по восходящей («после рождества Христова») хронологии, систематически разработанной в VII веке Исидором Севильским и развитой в VIII веке Бедой Достопочтенным.

## Евсевий Кесарийский как историк
Известность Евсевия Кесарийского основывается прежде всего на его исторических трудах, главными из которых являются «Хроника» и «Церковная история». Написанная первой «Хроника» состоит из двух различающихся по структуре и рассматриваемым вопросам частей. Первая часть посвящена последовательному рассмотрению истории различных народов древности — халдеев, египтян, греков и др., с особенным вниманием к их хронологии. Во второй части Евсевий сводит данные в параллельные колонки, в которых он сопоставляет события в разных странах с библейской хронологией. В первой части Евсевий уделяет внимание проблемам хронологии и выявлению проблем с датировкой сведений их разных источников, в то время как формат второй части даёт ему возможность приводить только минимальные подробности. Возможно, что одной из задач своего труда Евсевий видел внесение уточнений в хилиастическую концепцию Юлия Африкана, на «Хронографию» которого он определённо полагался. Убедившись в ошибочности этого учения, он выдвинул собственную теорию о кульминации истории человечества, приходящейся на современный ему период. Ранее существовавшие мнение о том, что первоначальная редакция «Хроники» была завершена в 303 году пересмотрен в пользу более ранних датировок, ок. 280 года.

## Создание «Церковной истории» и её источники

### Время создания
То, что Евсевий написал свой труд не за один раз видно непосредственно из текста — в начале книги X сообщается, что «… присоединяем мы к предшествующим книгам Церковной истории эту, десятую». Однако относительно времени создания различных его частей, а также формирования окончательной редакции текста существуют разные мнения.
До конца XIX века считалось, что «Церковная история» в окончательном виде появилась между 323 и 325 годами. Такой вывод делался на основании того, что в «Истории» присутствовал рассказ о борьбе Константина Великого против Лициния в книге X и отсутствовали упоминания о Никейском соборе. К этому времени были сделаны основные наблюдения, следующие непосредственно из текста. В основном они касались последней книги, которая не могла быть написана раньше 315 года, что следовало из её посвящения епископу Павлину Тирскому. Самой поздней датой мог быть 326 год, когда был убит Крисп, о чём у Евсевия не сообщается. Датировка книги VII могла быть установлена из фразы «в предшествующих книгах мы установили порядок преемств от рождения Спасителя нашего и до разрушения молитвенных домов, то есть за 305 лет» — под «разрушением молитвенных домов» имелось в виду Великое гонение, начавшееся в 303 году. Сообщение в книге VIII об окончании Гонения позволяло датировать её после Миланского эдикта (313).
Первым предположение о структуре «изданий» «Церковной истории» выдвинул Б. Весткотт, затем его поддержали Дж. Лайтфут (1880) и А. К. МакГиферт (1885). Ими было выделено два «издания», первое из которых, состоящее из девяти книг, было отнесено ко времени вскоре после Миланского эдикта. Более тщательный анализ, выполненный в 1909 году Эдуардом Шварцем на основе текстологического анализа всех известных рукописей, позволил сделать вывод о том, что произведение претерпело ещё больше стадий. Согласно мнению исследователя, «первое издание» из семи книг и восьмой вплоть до двенадцатой главы скорее всего появилось между началом 312 года и падением Максимина летом 313 года. При этом начало работы, как полагает Шварц, не могло начаться раньше 311 года, то есть времени, когда Максимин энергично проводил свою антихристианскую политику. Появление второй редакции Шварц относит ко времени после Миланского эдикта, не ранее осени 314 года; тогда была добавлена книга IX. Третья редакция, включившее X книгу, по его мнению, появилась в 317 году, а четвёртая и окончательная после 323 года. Среди современных историков точку зрения о датировке первой редакции разделяли Дж. Аултон, Ф. Винкельманн и А. Момильяно.
В своей работе 1929 года «Eusebius als Historiker seiner Zeit» Р. Лакёр продолжил критическое исследование «Церковной истории», применив более тщательные методы. По его мнению, первое издание появилось ещё до 303 года, а книги VIII и IX были добавлены сразу после эдикта Галерия весной 311, а не к 324 году. Дальнейшие исследователи отодвинули время создания первых семи книг на более ранний период — к времени до 303 года, или даже к концу III века. Этой точки зрения придерживались Дж. Уоллес-Хэдрилл (1960), Р. М. Грант (1980), Т. Д. Барнс (1981). Такой подход призван был объяснить существенную стилистическое и композиционное отличие этих книг. В дальнейшем появилась тенденция отрицать существование каких-либо изданий до 313 года и объяснять стилистические отличия частей произведения различием в их содержании.